# 下黒瀬村
下黒瀬村（しもくろせむら）は、広島県賀茂郡にあった村。

## 歴史
- 1889年（明治22年）4月1日 - 町村制の施行により、賀茂郡津江村、兼沢村が合併して村制施行し、下黒瀬村が発足。
- 1954年（昭和29年）3月31日 - 賀茂郡上黒瀬村、乃美尾村、中黒瀬村と合併して黒瀬町を新設して消滅。